# Pulau Baguk
Pulau Baguk is een bestuurslaag in het regentschap Aceh Singkil van de provincie Atjeh, Indonesië. Pulau Baguk telt 1358 inwoners (volkstelling 2010).
Pulau Baguk  is een klein eiland van de Banyakeilandengroep.